# 芋
芋或芋艿，俗稱「芋頭」，為天南星科芋属植物，其球状地下茎（塊莖）可食用亦可入药，在大洋洲諸島是玻里尼西亞人傳統主要糧食；全年皆有產，花期在秋季。最早栽種的印度人約於西元前5,000年引入了來自馬來西亞濕地的野生芋頭，爾後又傳到埃及。

## 特性
植株耐阴湿、耐瘠肥，水田、旱田、山坡或荒地都可种植。全株有黏液，含植物碱而不能生食。地下茎俗称芋头，含丰富淀粉，适合各种烹调。叶片宽大平滑，可用来包裹食物。具佛燄苞及肉穗花序，雌花位于基部，雄花位于顶部。浆果球形。
明朝《本草綱目》記載：芋子寬腸胃、療煩熱、破宿血、去死肌。莖、葉敷瘡腫、治蛇蟲咬傷。
芋頭性甘辛、性平、有小毒，歸腸、胃經；具有益胃、寬腸、通便、解毒、補中益肝腎、消腫止痛、益胃健脾、散結、調節中氣、化痰、添精益髓等功效；主治腫塊、痰核、瘰癧、便秘等病症。

## 產地
- 中国大陆：江苏兴化市[5]、广西荔浦縣[6]。
- 日本：宮崎縣、埼玉縣、千葉縣[7]。

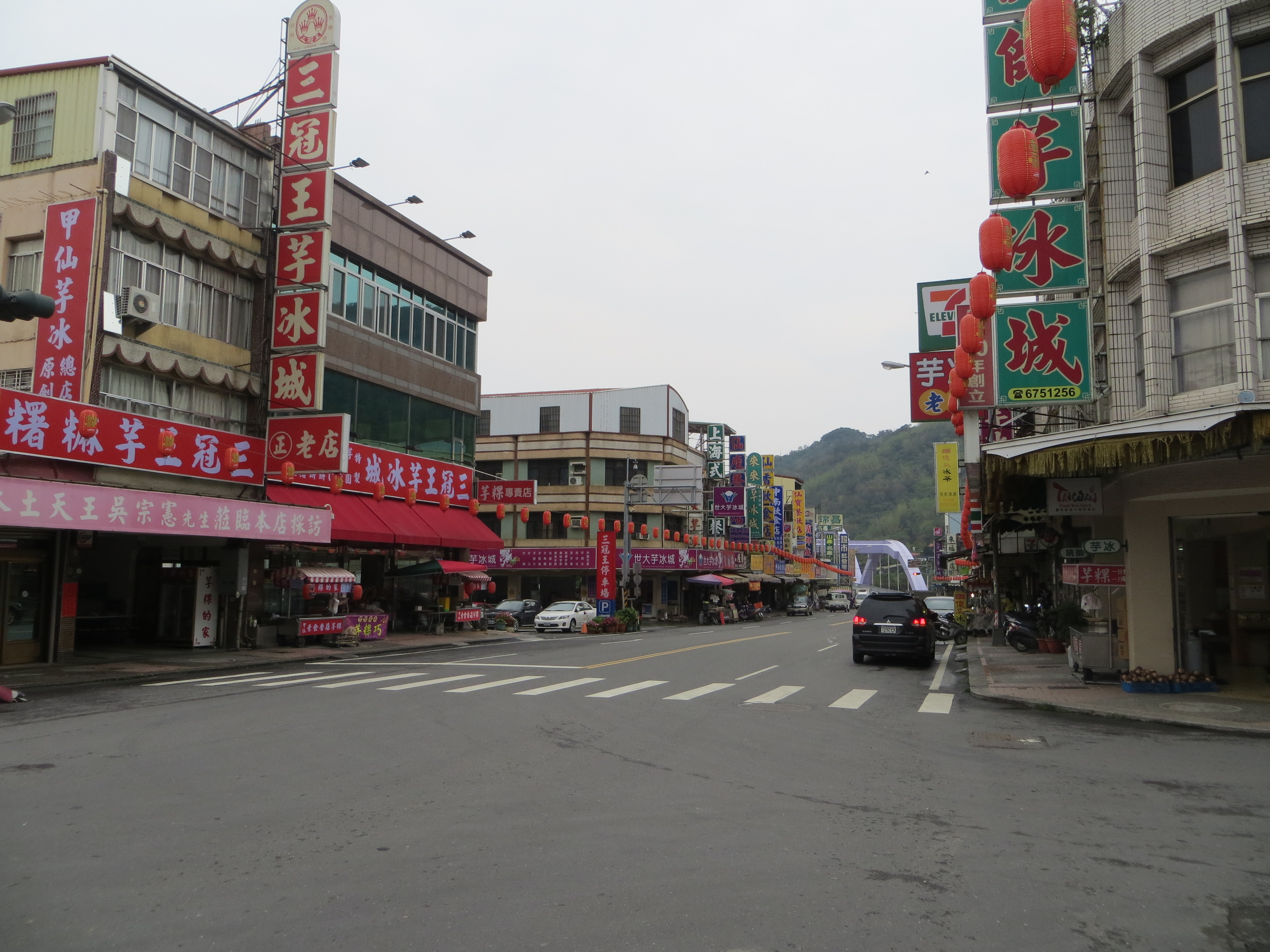
高雄市甲仙區街區上，芋冰店沿台20線林立，顯示出芋頭在甲仙的地位。

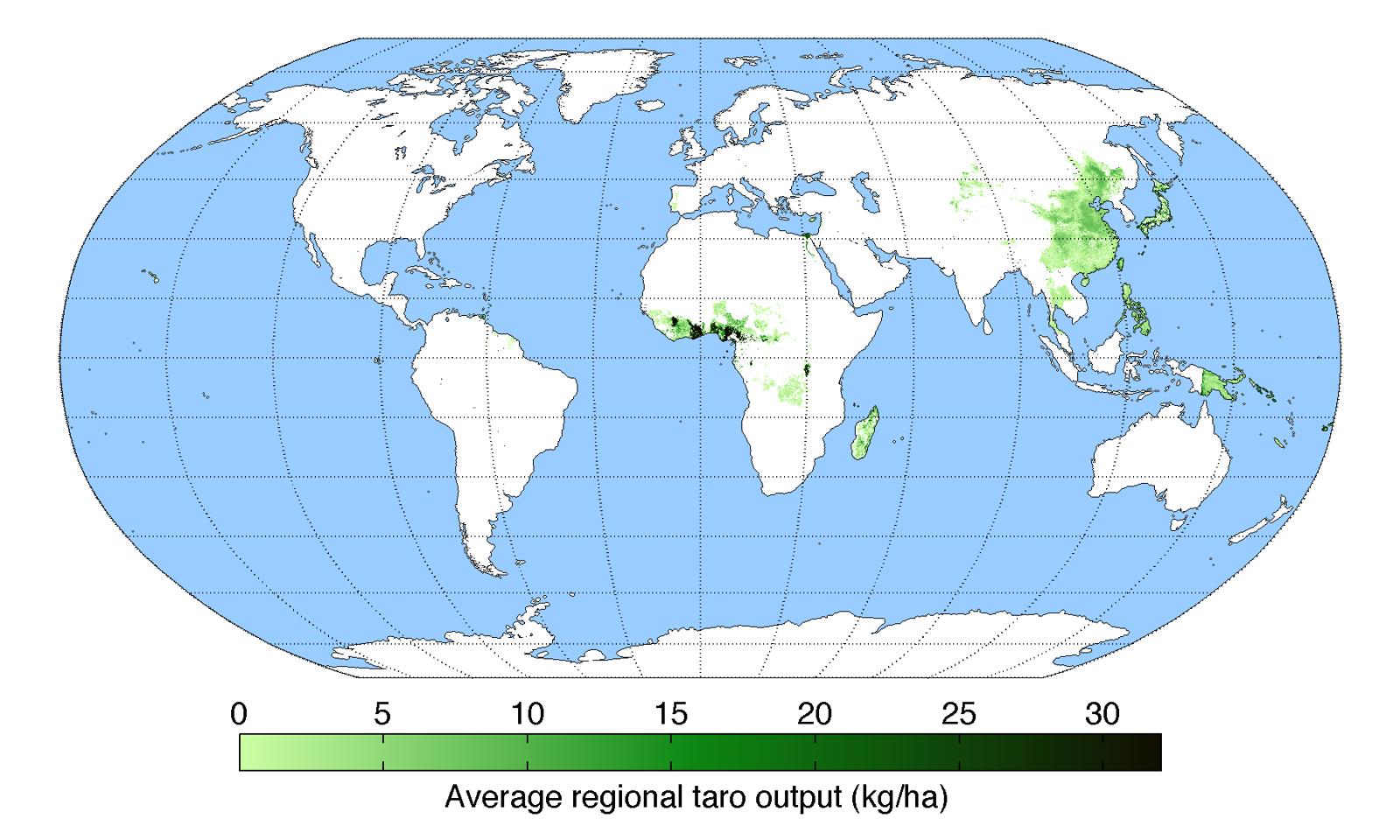
平均地區產量 (kg/英畝)

- 臺灣：高雄市甲仙區及那瑪夏區、臺中市大甲區、屏東縣高樹鄉、花蓮縣吉安鄉、苗栗縣公館鄉、離島金門縣烈嶼鄉皆有出產芋頭[8]。

## 與参薯的分別

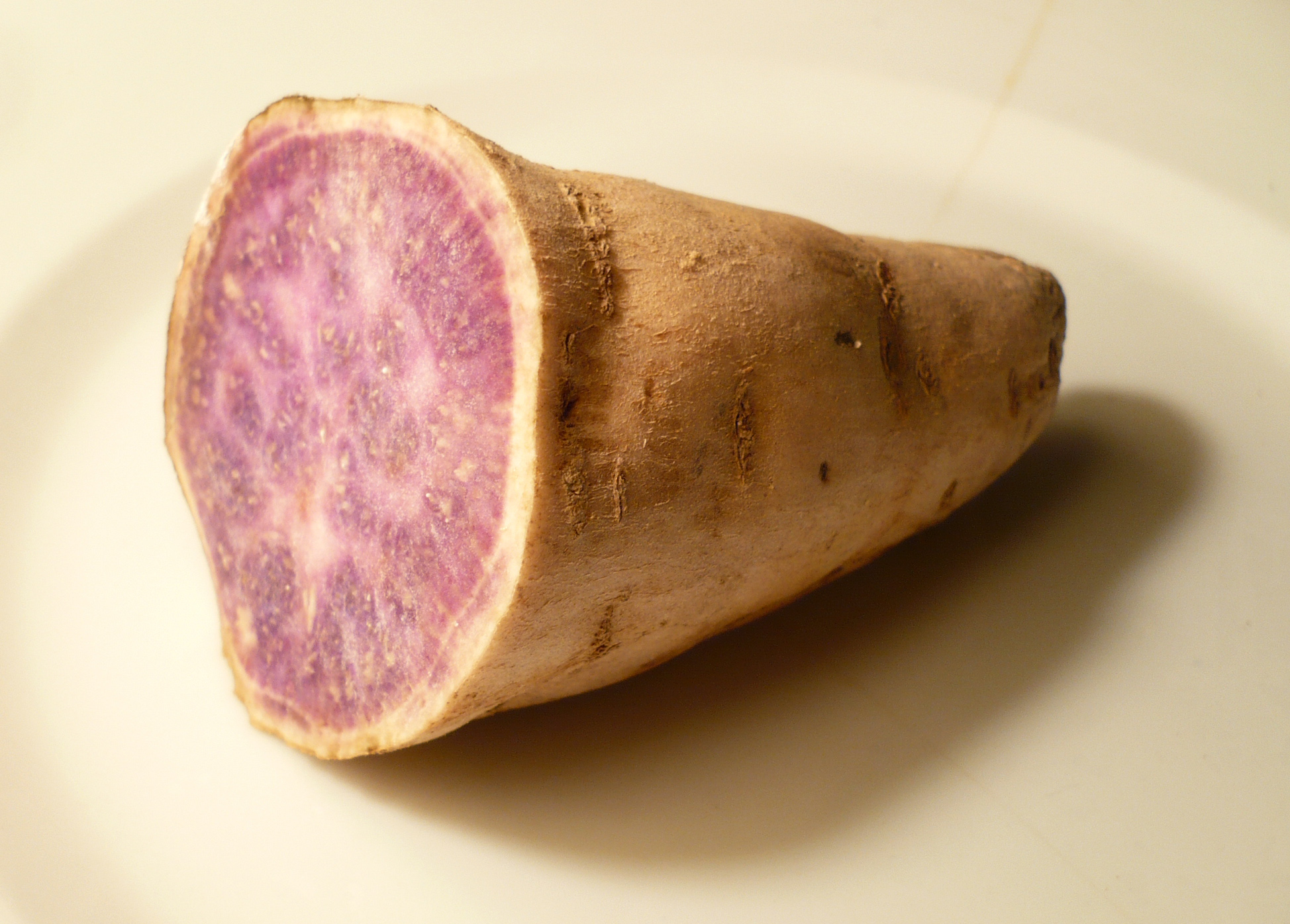
夏威夷產的參薯

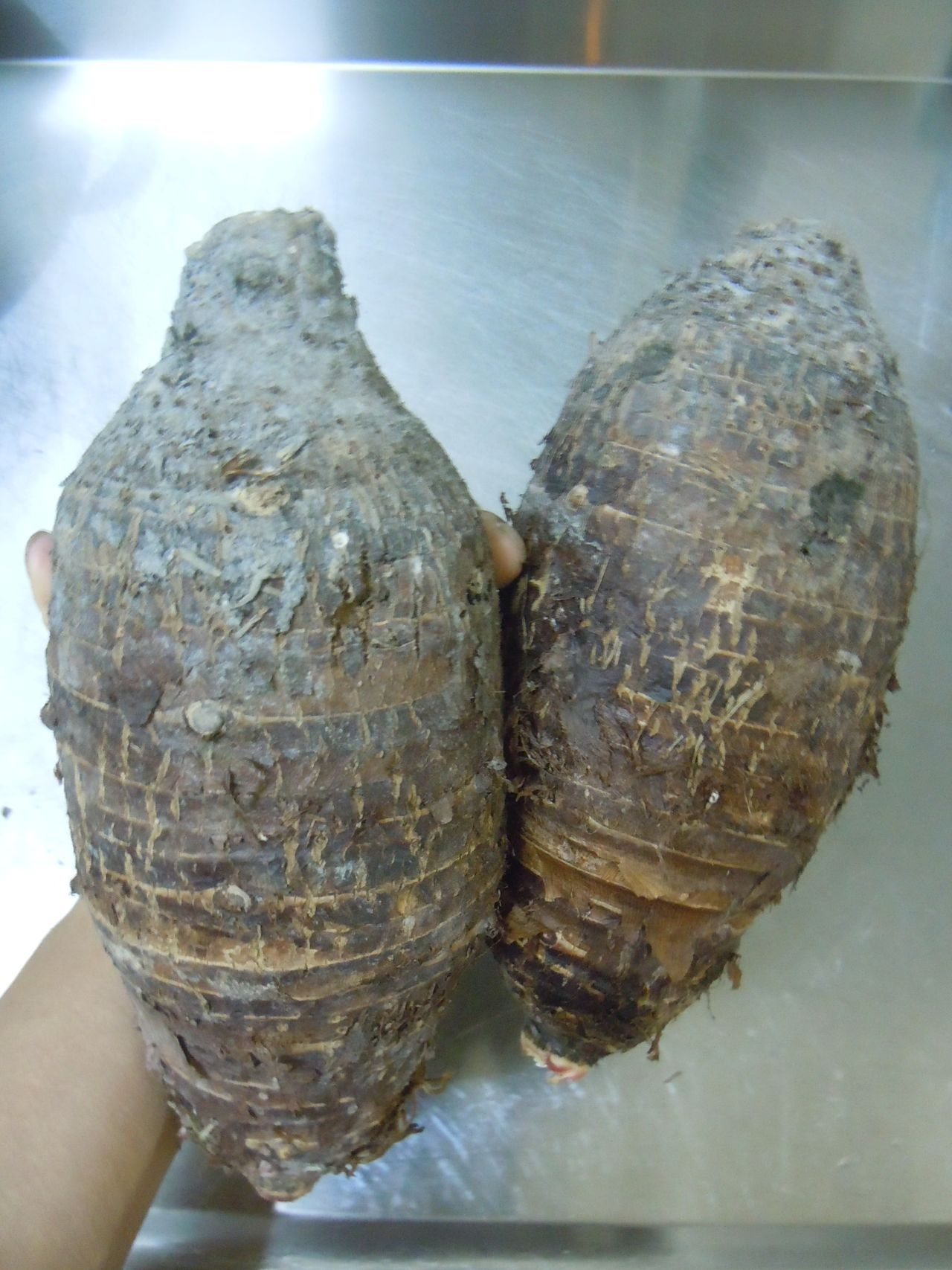
臺灣臺中市大甲出產的芋頭

芋頭經常與另一種完全不同的、和淮山（Dioscorea opposita）類似的東南亞植物参薯（Dioscorea alata）混淆，例如雖然被普遍譯作「香芋雪糕」，但這種「香芋」並非芋頭而是参薯。芋頭是屬於天南星科的植物，参薯則是屬於薯蕷科的植物。

## 與姑婆芋的分別
姑婆芋因為外觀與芋頭相似，因此常有發生把姑婆芋當芋頭誤食的案例，由於姑婆芋屬於有毒植物不可食用，採收芋頭時切記不可誤判，時任中華民國行政院發言人徐國勇曾誤食姑婆芋中毒。

## 食用

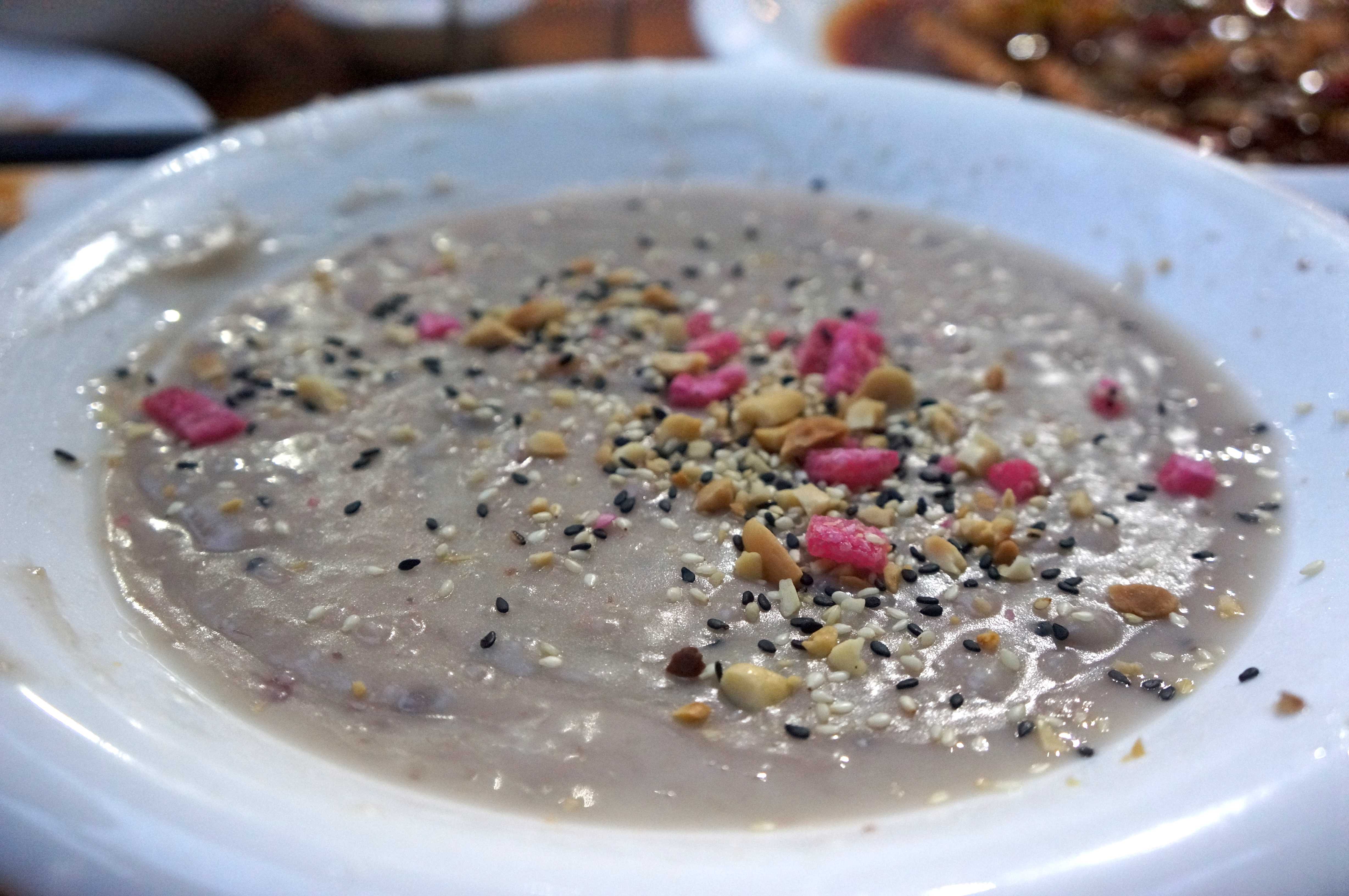
福州地區，宴席壓軸的尾碟甜品芋泥

### 中國大陸
蒸或煮，可选蘸白砂糖与否。替代粮食用。
芋头饭，将芋头和米饭炒在一起，也是许多中國人偏爱的主食。芋头根是纤维和其他营养素的主要来源，提供多种潜在的健康益处，包括改善血糖、肠道和心脏健康。其中以广西荔浦芋头、南京桂花糖芋苗颇负盛名

#### 中国东南地区
芋頭在福州地區運用廣泛，有多種菜餚。代表作為芋泥，以鮮芋去皮切塊，上籠蒸熟，搗碎以後拌入豬油和糖，最後以花生，芝麻，梅蝶點綴而成。通常為宴會尾席的甜點。其他做法有拔絲芋頭，炸芋頭糕，番鴨芋頭等。

#### 珠江三角洲
芋頭是廣東中菜烹調用料，與豬肉、牛肉或鴨共或炆。芋頭成芋粉可以製平底鍋油煎芋餅薄餐。粵菜點心有芋頭糕、芋頭餃子和鴨腳扎，西餅有芋頭蛋糕造蛋糕餅基底。甜品又有芋頭西米露等。

### 臺灣
將芋頭融入傳統糕餅，創造出了芋頭酥、芋粿巧、芋籤。
芋頭也是甜點製作的食材，如芋圓、芋頭冰、芋泥蛋糕等。
台灣原住民將小芋頭切片烘乾成芋片做為糧食，口感近似餅乾。
臺灣的原住民族群中，排灣族會利用特殊的窯烤方式將芋頭做成芋頭乾以利保存，芋頭乾可以單吃，也能磨成芋乾粉。芋頭莖亦可作為食材入菜，但須截取特定部位以及經特定方式處理，否則食用後會導致身體不適。

### 越南
芋頭是越南春卷用料之一，也有造蛋糕、布丁、煲湯和其他小食。

### 夏威夷
夏威夷的原居民會用芋頭來製造一種叫Poi的糊狀食物。做法就是先把芋頭煮熟去皮，然後把熟芋頭用石舂搗碎，再加水搓成糊狀接著放進碗裡就可以享用。

### 巴布內亞新幾內亞
祭祀慶典時，會將芋頭切成兩半中間夾豬肉和椰子肉，用“丹克特”葉子包起來做成“姆姆”，放入裝有燒紅石塊鋪滿芭蕉葉的深坑；坑內燒紅的石頭上先放上豬肉再放上“姆姆”蓋上芭蕉葉澆水，最後覆蓋上土用石頭餘熱烤蒸食物。

## 外部連結
- 芋、Yu （页面存档备份，存于） 藥用植物圖像資料庫 (香港浸會大學中醫藥學院) （繁體中文）（英文）